# Leichtathletik-Weltmeisterschaften 2013/Teilnehmer (Türkei)
| Gelbes Symbol für Goldmedaillen mit stilisierten Olympischen Ringen | Graues Symbol für Silbermedaillen mit stilisierten Olympischen Ringen | Braundes Symbol für Bronzemedaillen mit stilisierten Olympischen Ringen |
| ------------------------------------------------------------------- | --------------------------------------------------------------------- | ----------------------------------------------------------------------- |
| —                                                                   | —                                                                     | —                                                                       |

Der Leichtathletik-Verband der Türkei stellte je fünf Teilnehmerinnen und Teilnehmer bei den Leichtathletik-Weltmeisterschaften 2013 in der russischen Hauptstadt Moskau.

## Ergebnisse

### Männer

#### Laufdisziplinen
| İlham Tanui Özbilen | 800 m            | DNS         | DNS | –––         | ––– | –––                | –––                | ––– | ––– |
| İlham Tanui Özbilen | 1500 m           | 3:39,73 min | 20  | 3:37,07 min | 9   | nicht qualifiziert | nicht qualifiziert |     |     |
| Tarık Langat Akdağ  | 3000 m Hindernis | 8:34,97 min | 30  |             |     | nicht qualifiziert | nicht qualifiziert |     |     |
| Polat Kemboi Arıkan | 10.000 m         |             |     |             |     | DNF                | DNF                |     |     |

#### Sprung/Wurf
| Athlet              | Disziplin  | Qualifikation | Qualifikation | Finale             | Finale             |
| Athlet              | Disziplin  | Weite         | Platz         | Weite              | Platz              |
| ------------------- | ---------- | ------------- | ------------- | ------------------ | ------------------ |
| Ercüment Olgundeniz | Diskuswurf | 60,81 m       | 17            | nicht qualifiziert | nicht qualifiziert |
| Fatih Avan          | Speerwurf  | 80,09 m       | 13            | nicht qualifiziert | nicht qualifiziert |

### Frauen

#### Laufdisziplinen
| Athletin       | Disziplin | Vorlauf | Vorlauf | Halbfinale | Halbfinale | Finale    | Finale |
| Athletin       | Disziplin | Zeit    | Platz   | Zeit       | Platz      | Zeit      | Platz  |
| -------------- | --------- | ------- | ------- | ---------- | ---------- | --------- | ------ |
| Tugba Karakaya | 1500 m    |         |         |            |            | 4:15,56 h | 35     |
| Sultan Haydar  | Marathon  |         |         |            |            | DNF       | DNF    |
| Ümmü Kiraz     | Marathon  |         |         |            |            | DNF       | DNF    |

#### Sprung/Wurf
| Athletin     | Disziplin   | Qualifikation | Qualifikation | Finale             | Finale             |
| Athletin     | Disziplin   | Weite/Höhe    | Platz         | Weite/Höhe         | Platz              |
| ------------ | ----------- | ------------- | ------------- | ------------------ | ------------------ |
| Emel Dereli  | Kugelstoßen | 16,60 m       | 26            | nicht qualifiziert | nicht qualifiziert |
| Burcu Yüksel | Hochsprung  | 1,83 m        | 20            | nicht qualifiziert | nicht qualifiziert |